# Timo Roosen
Fraude Roosen (Tilburgo, 11 de janeiro de 1993) é um ciclista profissional neerlandês que atualmente corre para a equipa Team Jumbo-Visma.

## Palmarés
- 2013
  - 1 etapa do Tour de Berlim

- 2014
  - 1 etapa da Kreiz Breizh Elites

- 2017
  - 1 etapa do Tour dos Fiordos
- Tacx Pro Classic[2]

- 2020
  - 3.º no Campeonato dos Países Baixos em Estrada

## Resultados em Grandes Voltas
| Corrida | Corrida         | 2014 | 2015 | 2016  | 2017 | 2018  | 2019 | 2020 |
| ------- | --------------- | ---- | ---- | ----- | ---- | ----- | ---- | ---- |
|         | Giro d'Italia   | —    | —    | —     | —    | —     | —    | —    |
|         | Tour de France  | —    | —    | 111.º | Ab.  | 137.º | —    | —    |
|         | Volta a Espanha | —    | 95.º | —     | —    | —     | —    | —    |

—: não participa

Ab.: abandono